# Bisnaga d'Or
La Bisnaga d'Or (oficialment, Biznaga de Oro) és el premi atorgat pel jurat oficial del Festival de Màlaga al millor film presentat en la Secció Oficial d'aquest certamen. S'atorga de l'any 1998 ençà, des que va començar a celebrar-se el festival, per bé que fins al 2004 s'anomenava «primer premi». La Bisnaga d'Or va acompanyada d'un premi pecuniari de 60.000 euros.
El nom d'aquest guardó prové de la Bisnaga malaguenya, la flor que simbolitza la ciutat i que és recreada en el guardó.

## Palmarès
| Any  | Pel·lícula                  | Director                       |
| ---- | --------------------------- | ------------------------------ |
| 2024 | Segundo premio              | Isaki Lacuesta i Pol Rodríguez |
| 2023 | 20.000 espècies d'abelles   | Estibaliz Urresola             |
| 2022 | Cinco lobitos               | Alauda Ruiz de Azúa            |
| 2021 | El ventre del mar           | Agustí Villaronga              |
| 2020 | Las niñas                   | Pilar Palomero                 |
| 2019 | Els dies que vindran        | Carlos Marqués-Marcet          |
| 2018 | Les distàncies              | Elena Trapé                    |
| 2017 | Estiu 1993                  | Carla Simón                    |
| 2016 | Callback                    | Carles Torras                  |
| 2015 | A cambio de nada            | Daniel Guzmán                  |
| 2014 | 10.000 km                   | Carlos Marques-Marcet          |
| 2013 | 15 años y un día            | Gracia Querejeta               |
| 2012 | Els nens salvatges          | Patricia Ferreira              |
| 2011 | Cinco metros cuadrados      | Max Lemcke                     |
| 2010 | Rabia                       | Sebastián Cordero              |
| 2009 | La vergüenza                | David Planell                  |
| 2008 | Tres días                   | Francisco Javier Gutiérrez     |
| 2007 | Bajo las estrellas          | Félix Viscarret                |
| 2006 | Los aires difíciles         | Gerardo Herrero                |
| 2005 | Tapas                       | Juan Cruz i José Corbacho      |
| 2004 | Héctor                      | Gracia Querejeta               |
| 2003 | Torremolinos 73             | Pablo Berger                   |
| 2002 | El otro lado de la cama     | Emilio Martínez-Lázaro         |
| 2001 | Sin vergüenza               | Joaquim Oristrell              |
| 2000 | Sexo por compasión          | Laura Mañá                     |
| 1999 | Las huellas borradas        | Enrique Gabriel                |
| 1998 | La primera noche de mi vida | Miguel Albaladejo              |